# IC 246
IC 246 ist eine linsenförmige Galaxie vom Hubble-Typ SB0/a? im Sternbild Walfisch südlich des Himmelsäquators. Sie ist schätzungsweise 298 Millionen Lichtjahre von der Milchstraße entfernt und hat einen Durchmesser von etwa 70.000 Lichtjahren.

Im selben Himmelsareal befinden sich u. a. die Galaxien NGC 1009, NGC 1020, NGC 1021, IC 244.
Das Objekt wurde am 15. Oktober 1887 vom US-amerikanischen Astronomen Lewis Swift entdeckt.